# Rothschildia aricia
Rothschildia aricia är en fjärilsart som beskrevs av Walker 1855. Rothschildia aricia ingår i släktet Rothschildia och familjen påfågelsspinnare. Inga underarter finns listade.